# Salvador Sturla
Salvador Arquímedes Sturla Cambiaso, más conocido como Salvador Sturla (Santo Domingo, 26 de enero de 1891-ibídem, 4 de octubre de 1975), fue un actor y músico dominicano. Su natural disposición hacia la música popular le permitió crear canciones hoy consideradas como patrimonio cultural de la República Dominicana.

## Biografía
Sturla  nació el 26 de enero de 1891, en la ciudad de Santo Domingo. A los once años ya componía canciones y criollas. Aunque nunca realizó estudios formales de música, llegó a tocar múltiples instrumentos. 
En 1919 estableció su residencia en la Carretera del Oeste en las afueras de Santo Domingo. Con el tiempo la casa quedó en plena ciudad, en la Avenida Independencia casi esquina Pasteur.
A mediados de los años 20, en Santiago de los Caballeros, trabajó como agente de ventas de la Compañía Anónima Tabacalera.  En ese oficio le tocaba realizar múltiples viajes a distintos puntos de la geografía dominicana, ocasiones que aprovechaba para mostrar sus dotes trovadorescas y su actitud bohemia. 
Antonio Mesa, primer dominicano en registrar su voz en disco, grabó en 1927 las canciones La muñeca y No puedo vivir sin tus palabras , ambas  de Salvador Sturla. 
Sturla compuso innumerables canciones de variada temática abarcando desde el humor, el doble sentido, lo romántico o la crítica social, como en el caso de la canción Berenjena, donde alude a la situación de miseria que se vivía en Dominicana a fines de los años 20. 
Algunas de sus más populares canciones fueron Navidad, grabada en 1950 por el Trío Ensueño y por Arístides Incháustegui, años más tarde; Quimera, bolero hecho popular por el Trío Quisqueya;  Vuelvan mis canciones, grabada  por Fernando Casado; Año nuevo, popularizada por Luchy Vicioso; y Azul, bolero que formaba parte del repertorio de la orquesta de Luis Alberti.
Salvador Sturla falleció en Santo Domingo, el 4 de octubre de 1975.
Recibió el título póstumo de Profesor Honorífico de la Universidad Nacional Pedro Henríquez Ureña el día 30 de abril de 1985, con motivo del 19º aniversario de la fundación de la universidad.[cita requerida]